# Joan Greenwood
Joan Greenwood (Londra, 4 marzo 1921 – Londra, 28 febbraio 1987) è stata un'attrice britannica.

## Biografia
Figlia del pittore e ritrattista Sydney Earnshaw Greenwood, studiò recitazione alla Royal Academy of Dramatic Art e debuttò nel West End nel 1938. Messasi subito in luce per la sua gradevole e minuta figura e per la voce piacevolmente roca, ebbe il suo primo ruolo di rilievo sugli schermi britannici nel film Sesso gentile (1943) di Leslie Howard e, negli anni successivi, interpretò ruoli sexy e provocanti nelle produzioni di maggior successo realizzate dalla Ealing tra gli anni quaranta e gli anni cinquanta. Le sue doti furono messe in particolare evidenza nella commedia Sangue blu (1949) di Robert Hamer in cui la Greenwood interpretò il ruolo dell'intrigante Sibella, accanto a Dennis Price e Alec Guinness.
Capace di esprimere una forte carica di sensualità pur mantenendo un aplomb e una correttezza inconfondibilmente inglesi, l'attrice apparve in altre commedie di successo come Whisky a volontà (1949) e Lo scandalo del vestito bianco (1951), entrambe dirette da Alexander Mackendrick. Recitò anche in drammi in costume come I contrabbandieri (1947) di Bernard Knowles, Sarabanda tragica (1948) di Basil Dearden, nel noir Prigioniero della paura (1947) di Roy Ward Baker, quindi interpretò il ruolo di Lady Caroline Lamb in Lord Byron (1949) di David MacDonald e quello di Gwendolen Fairfax nella commedia L'importanza di chiamarsi Ernesto (1952) di Anthony Asquith, al fianco di Michael Redgrave.  
Malgrado gli impegni cinematografici, la Greenwood continuò a recitare anche sui palcoscenici britannici: nel 1952 apparve al West End per la commedia L'erba del vicino è sempre più verde, e nel 1960 recitò nel ruolo principale della pièce Hedda Gabler all'Oxford Playhouse, in occasione della quale incontrò l'attore André Morell, che sposò nello stesso anno e con il quale andò a risiedere in Giamaica. La coppia ebbe un figlio, Jason, divenuto anch'egli attore.
Dalla seconda metà degli anni cinquanta la Greenwood iniziò a comparire sullo schermo con minore frequenza, ma ebbe comunque modo di interpretare ruoli degni di nota, come quelli di Lady Ashwood nell'avventura in costume Il covo dei contrabbandieri (1955) di Fritz Lang, di Rita Vernon in Fascino del palcoscenico (1958) di Sidney Lumet, di Lady Mary Fairchild in L'isola misteriosa (1961) di Cy Endfield, adattamento dell'omonimo romanzo di Jules Verne, e soprattutto di Lady Bellaston in Tom Jones (1963) di Tony Richardson, raffinata interpretazione che le valse unanimi consensi da parte di pubblico e critica. Nel 1964 recitò anche nel film di produzione disneyana Giallo a Creta di James Neilson, ove interpretò il ruolo di Frances Ferris, l'energica zia di Hayley Mills. Nel 1968 prestò la propria voce in Barbarella di Roger Vadim. Dagli anni settanta si dedicò prevalentemente al piccolo schermo, interpretando telefilm e sitcom come Girls on Top (1985-1986), nel ruolo di Lady Chloe Carlton, autrice di racconti e padrona di casa delle protagoniste. La sua ultima apparizione sul grande schermo fu invece nel ruolo di Mrs. Clennam in Little Dorrit di Christine Edzard, realizzato nel 1987 e uscito postumo.
Vedova di André Morell dal 1978, Joan Greenwood morì il 28 febbraio 1987 per un attacco cardiaco, all'età di 65 anni.

## Filmografia

### Cinema
- Little Ladyship (1939) – film tv
- John Smith Wakes Up, regia di Jiří Weiss  (1941) – cortometraggio
- La famiglia di mia moglie (My Wife's Family), regia di Walter C. Mycroft (1941)
- He Found a Star, regia di John Paddy Carstairs  (1941)
- Save Your Shillings and Smile, regia di Harry Watt  (1943) – cortometraggio
- Sesso gentile (The Gentle Sex), regia di Leslie Howard e, non accreditato, Maurice Elvey (1943)
- L'amante della morte (Latin Quarter), regia di Vernon Sewell (1945)
- They Knew Mr. Knight, regia di Norman Walker  (1946)
- A Girl in a Million, regia di Francis Searle  (1946)
- I contrabbandieri (The Man Within), regia di Bernard Knowles (1947)
- Prigioniero della paura (The October Man), regia di Roy Ward Baker (1947)
- La strada di ognuno (The White Unicorn), regia di Bernard Knowles (1947)
- Sarabanda tragica (Saraband for Dead Lovers), regia di Basil Dearden (1948)
- Lord Byron (The Bad Lord Byron), regia di David MacDonald (1949)
- Whisky a volontà (Whisky Galore!), regia di Alexander Mackendrick (1949)
- Sangue blu (Kind Hearts and Coronets), regia di Robert Hamer (1949)
- Flesh & Blood, regia di Anthony Kimmins (1951)
- Garù Garù (Garou Garou, le passe-muraille), regia di Jean Boyer (1951)
- Lo scandalo del vestito bianco (The Man in the White Suit), regia di Alexander Mackendrick (1951)
- Racconto di giovani mogli (Young Wives' Tale), regia di Henry Cass (1951)
- A Doll's House (1952) – film tv
- L'importanza di chiamarsi Ernesto (The Importance of Being Earnest), regia di Anthony Asquith (1952)
- Le amanti di Monsieur Ripois (Monsieur Ripois), regia di René Clément (1954)
- Uno strano detective, padre Brown (Father Brown), regia di Robert Hamer (1954)
- Il covo dei contrabbandieri (Moonfleet), regia di Fritz Lang (1955)
- Man and Superman, regia di George Schaefer (1956) – film TV
- Fascino del palcoscenico (Stage Struck), regia di Sidney Lumet (1958)
- Hest på sommerferie, regia di Astrid Henning-Jensen  (1959) – cortometraggio
- L'isola misteriosa (Mysterious Island), regia di Cy Endfield (1961)
- Gli ospiti di mia moglie (The Amorous Prawn), regia di Anthony Kimmins (1962)
- Steam, Sanctity and Song, regia di Ned Sherrin (1963) – film TV
- Tom Jones, regia di Tony Richardson (1963)
- Giallo a Creta (The Moon-Spinners), regia di James Neilson (1964)
- Barbarella, regia di Roger Vadim (1968) - voce
- Girl Stroke Boy, regia di Bob Kellett (1973)
- Artigli (The Uncanny), regia di Denis Héroux (1977)
- The Water Babies, regia di Lionel Jeffries (1978)
- Il cagnaccio dei Baskerville (The Hound of the Baskervilles), regia di Paul Morissey (1978)
- The Flame Is Love, regia di Michael O'Herlihy (1979) – film TV
- Past Caring, regia di Richard Eyre (1985) – film TV
- Miss Marple al Bertram Hotel (Agatha Christie's Miss Marple: At Bertram's Hotel), regia di Mary McMurray (1987) - film TV
- Little Dorrit, regia di Christine Edzard (1988)

### Televisione
- BBC Sunday-Night Theatre – serie TV, 1 episodio (1952)
- The Philco Television Playhouse – serie TV, 1 episodio (1954)
- Producers' Showcase – serie TV, 1 episodio (1955)
- Armchair Theatre – serie TV, 3 episodi (1956-1957)
- Target – serie TV, episodio 1x26 (1958)
- After Hours – serie TV, 1 episodio (1959)
- ITV Play of the Week – serie TV, 1 episodio (1966)
- Gioco pericoloso (Danger Man) – serie TV, 1 episodio (1966)
- The Wednesday Play – serie TV, 1 episodio (1967)
- The Jazz Age – serie TV, 1 episodio (1968)
- Play of the Month – serie TV, 1 episodio (1970)
- It's Tommy Cooper – serie TV, 1 episodio (1970)
- The Main Chance – serie TV, 1 episodio (1970)
- Shadows – serie TV, 1 episodio (1978)
- Love Among the Artists – serie TV, 2 episodi (1979)
- Wainwright's Law – serie TV, 8 episodi (1980)
- Il brivido dell'imprevisto (Tales of the Unexpected) – serie TV, 1 episodio (1981)
- Bognor – serie TV, 4 episodi (1981)
- Play for Today – serie TV, 1 episodio (1981)
- Triangle – serie TV, 27 episodi (1982-1983)
- Wagner – miniserie televisiva (1983)
- Strangers and Brothers – serie TV, 2 episodi (1984)
- One By One – serie TV, 1 episodio (1984)
- Ellis Island – serie TV, 1 episodio (1984)
- Girls on Top – serie TV, 13 episodi (1985-1986)
- Miss Marple (Agatha Christie's Marple) – serie TV, episodio 1x07 (1987)
- Great Performance – serie TV, 1 episodio (1988)

## Doppiatrici italiane
- Rosetta Calavetta in Sangue blu, L'importanza di chiamarsi Ernesto, L'isola misteriosa, Giallo a Creta
- Fiorella Betti in Le amanti di Monsieur Ripois
- Rina Morelli in Il covo dei contrabbandieri
- Andreina Pagnani in Tom Jones